# Kumbak
Kumbak est une entreprise de création de montagnes russes. En plus de la fabrication ses propres montagnes russes, l'entreprise est spécialisée aussi dans la mise à niveau des manèges et des attractions existantes, qui était à l'origine construits par d'autres fabricants.

## Histoire de l'entreprise
Kumbak, anciennement Coasters Kumbak, a été fondée le 14 novembre 2001. La société a été fondée par neuf anciens employés de Vekoma.
Le premier contrat de Kumbak était de concevoir une plate-forme d'évacuation des passagers pour les montagnes russes inversées de Morey Piers, Fly – The Great Nor'easter.
Depuis, l'entreprise a effectué des mises à jour complètes sur plusieurs montagnes russes, qui étaient construites à l'origine par d'autres entreprises, ainsi que la conception de leur propre montagnes russes aquatiques et parcours scénique,,,.

## Sources
- (en) Cet article est partiellement ou en totalité issu d'une traduction de l'article de Wikipédia en anglais intitulé : en:Kumbak